# Kevin McNab
Kevin McNab (21 de fevereiro de 1978) é um ginete de elite australiano, medalhista olímpico.

## Carreira
McNab conquistou a medalha de prata nos Jogos Olímpicos de Verão de 2020 em Tóquio, na prova por equipes, ao lado do cavalo Don Quidam, e de seus companheiros Andrew Hoy e Shane Rose.